# USS York County (LST-1175)
La USS York County (codice alfanumerico LST-1175) è stata una LST appartenente alla United States Navy, con la quale servì nel corso di diverse operazioni nel Mare Caraibico. Nel 1972 fu ceduta alla Marina Militare italiana, ebbe il nuovo nome Caorle con distintivo ottico L 9891 e fu usata soprattutto per addestramento per circa vent'anni.

## Progetto
La nave, concepita per il trasporto di veicoli corazzati, poteva trasportare 28 carri medi o veicoli pesanti, 575 uomini ed aveva sei cannoni da 76/50 mm in 3 impianti binati del tipo MK 33. Lo sbarco avveniva attraverso un portellone a doppio battente posto a prua.

## Storia
La USS York County fu costruita nei cantieri Newport News Shipbuilding and Drydock Co. nella Virginia; fu impostata il 4 giugno 1956, varata il 5 marzo 1957 ed entrata in servizio l'8 novembre dello stesso anno.. La sua vita operativa fu ricca anche se non particolarmente densa di operazioni di combattimento, tra le quali si annota la partecipazione all'operazione Steel Pike I il 7 ottobre 1964 (la più grande operazione anfibia dai tempi della seconda guerra mondiale). Partecipò al blocco di Cuba e all'invasione dei marines della Repubblica Dominicana. Fu anche nave recupero per la capsula spaziale Apollo 4 dal 31 ottobre 1967 al termine delle operazioni.
Il 17 luglio 1972 venne ceduta all'Italia e ribattezzata Caorle. Nave Caorle è stata nave insegna della IIIª Divisione Navale.
È intitolata alla città di Caorle ma porta anche il nome di un battaglione di fanteria di marina che prestò servizio aggregato alla III Armata sul fronte del Piave nella prima guerra mondiale.
La nave era inquadrata con la sua gemella Grado nella III Divisione Navale prestando servizio fino al 1988, in particolare per fornire supporto alle truppe da sbarco del battaglione San Marco. Fu definitivamente radiata nel 1992 e successivamente demolita.